# كارمين جيوفينازو
كارمين جيوفينازو (بالإنجليزية: Carmine Giovinazzo)‏ مواليد 24 أغسطس 1973 في جزيرة ستاتن، الولايات المتحدة، هو ممثل أمريكي بدأ مسيرته الفنية سنة 1996.

## الأعمال
- بافي قاتلة مصاصي الدماء (1997)
- المحيط الهادي الأزرق (1997) (بدور: كودي فيشر)
- سقوط الصقر الأسود (2001)
- سي اس آي: التحقيق في موقع الجريمة (2002)
- كولمبو (2003)
- سي إس آي: ميامي (2004)
- سي اس آي: نيويورك (2004)
- عقول إجرامية (2016) (بدور: أندرو ميكس)

## روابط خارجية
- كارمين جيوفينازو على موقع IMDb (الإنجليزية)
- كارمين جيوفينازو على موقع ألو سيني (الفرنسية)
- كارمين جيوفينازو على موقع أول موفي (الإنجليزية)
- كارمين جيوفينازو على موقع إن إن دي بي (الإنجليزية)
- كارمين جيوفينازو على موقع قاعدة بيانات الفيلم (الإنجليزية)
- كارمين جيوفينازو على موقع كينوبويسك (الروسية)